# Soós Péter (rendező)
Soós Péter (Budapest, 1962 –) magyar televíziós, film- és színházrendező, színigazgató, forgatókönyvíró.

## Életpályája
1987-ben magyar-történelem szakos diplomát szerzett az ELTE-n. 1988-1992 között a Színház- és Filmművészeti Főiskolán végzett, TV rendező szakon. Számos dokumentum, portré, riport, magazin, reklám és TV műsort illetve filmet készített. Pályája elején a Pécsi Nemzeti Színházban, majd a Budapesti Kamaraszínházban és vidéken is dolgozott. 2015-2021 között a budapesti Pinceszínház igazgatója. 2018-ban újabb 5 éves megbízatást kapott, 2023-ig. Az igazgatói szerződés egyik alapfeltétele az volt, hogy ezen vezető álláson kívül új munkajogviszonyt csak a Ferencvárosi Önkormányzat előzetes hozzájárulásával létesíthet. Mivel Soós Péter 2021 januárjától a Vidnyászky Attila-féle Színház- és Filmművészeti Egyetemen szerződéssel rendelkezett, az önkormányzat azonnali hatállyal menesztette Soóst az igazgatói posztról.

### Magánélete
Felesége, Juhász Réka színésznő. Két gyermekük: Bence és Márkó.

## Filmes és televíziós rendezései
- Űrgammák (1997)
- Milleneumi mesék (2000)
- Csaó bambínó (2005)
- Nenő (2006)
- Magyar elsők (2007)
- Jóban rosszban (2007)
- Géniusz, az alkimista (2010)
- Tűzvonalban (2007-2010)
- Sweet sixteen, a hazudós (2011)
- Hacktion (2012)
- Korhatáros szerelem (2017-2018)
- 1242 – A Nyugat kapujában (2023)[7]

## Dokumentum- és portréfilmjei
- Budapest anno (1994)
- Áldott állapot (1998)
- Keresztutak (1995) – portréfilm Molnár Piroskáról
- A pap csengettyűje (2000)
- Találkozás a végtelenben (2000)
- Kozma Pici (2000)
- Jászai Mari (2001)
- A kontroll-csoport (2001)
- Titokzatos utazás (2001)